# Canal das Vertentes Litorâneas
O Canal das Vertentes Litorâneas, popularmente conhecido como Canal Acauã-Araçagi é um sistema artificial de transporte de água com mais de 130 quilômetros de extensão, localizado no agreste da Paraíba, Brasil. O canal é complementar à transposição do Rio São Francisco e recebe água do rio Paraíba, junto à Represa de Acauã, no município de Natuba, percorrendo o leste do estado e indo em direção à barragem de Araçagi.
A ordem de serviços foi assinada pelo então governador do estado Ricardo Coutinho em 2013, em cerimônia que contou com a presença de Dilma Rousseff, presidenta da república. Originalmente construído por um consórcio de empresas, o referido canal trata-se do maior projeto de obras hídricas no estado.
O sistema é composto de quatro reservatórios, diversos canais, túneis, galerias, conduítes e sifões enterrados, para uma vazão máxima de 10 m³/s de água transportada.
Em maio de 2022, foi entregue o 1.º lote da obra, o lote 2 ainda segue em obras e o lote 3 ainda aguarda licitação.

## História
O projeto básico da obra iniciou-se em 2004 e foi entregue em 2007, posteriormente, iniciou-se o projeto executivo, com a ordem de serviços tendo sido assinada no final de 2012.
Considerada a porta de entrada das águas do rio São Francisco no estado, que chegam via Canal Leste, o canal Acauã–Araçagi é uma obra de grande envergadura, orçada em 1 042 bilhão de reais. A obra foi iniciada em outubro de 2012 e além de garantir abastecimento para 631 mil habitantes de 35 cidades. prevê-se que irrigará 16 mil hectares de terras agricultáveis. Tal canal visa a integrar as bacias hidrográficas da região litorânea paraibana a fim de aproveitar as águas vindas do São Francisco. Finda a construção, haverá conexão entre as bacias e sub-bacias do Alto Paraíba, Camaratuba, Gurinhém, Miriri e Araçagi–Mamanguape.

### Integração com o rio São Francisco
Desde 2017, depois de chegar em Monteiro, as águas da Transposição do rio São Francisco seguem pelo leito do Rio Paraíba, passando pelos açudes de Poções, Camalaú, Epitácio Pessoa, conhecido como Boqueirão, e depois segue para Acauã, onde a partir de lá tem até 10 metros cúbicos por segundo (m³/s) desviados para o canal de Acauã-Araçagi, percorrendo por meio de sifões, aquedutos e canais abertos cerca de 130 quilômetros até o litoral norte da Paraíba, beneficiando mais de 600 mil pessoas diretamente, além de gerar efeitos como a perenização de rios, açudes e a possível instalação de perímetros irrigados.

## Rota
Após sair da Barragem de Acauã, as águas cruzam o Sifão Surrão, Sifão Ingá, através de galeria subterrânea ultrapassam os trilhos do Ramal de Campina Grande e são conduzidas até o Aqueduto Mogeiro, seguindo caminho passando por baixo da rodovia PB-054, e uma sequência de dois sifões, o Sifão Curimataú e um sob a BR-230. A partir de então o canal segue dois caminhos, num deles, prevê a descarga de até 3,5m³/s no Açude Gurinhém e o outro continua o caminho para o norte.
Continuando o caminho para norte, o canal tem as águas transportadas por meio do Sifão Gurinhém, após isso, ultrapassa em galeria os trilhos da ferrovia Norte-Sul que liga Recife a Natal, passa sob a PB-073 e uma sequência de três aquedutos antes de ser dividido mais uma vez, com 4m³/s seguindo para a Barragem de Araçagi e o restante seguindo pelo canal, passando pelo Sifão Araçagi e atingindo o Açude Camaratuba, em seu ponto final.